# Rhagologus
Rhagologus is een geslacht van zangvogels met slechts één soort:
- Rhagologus leucostigma – Geschubde dikkop